# Leucoma avolaensis
Leucoma avolaensis är en fjärilsart som beskrevs av George Thomas Bethune-Baker 1916. Leucoma avolaensis ingår i släktet Leucoma och familjen tofsspinnare. Inga underarter finns listade i Catalogue of Life.